# Arcidiocesi di New Orleans

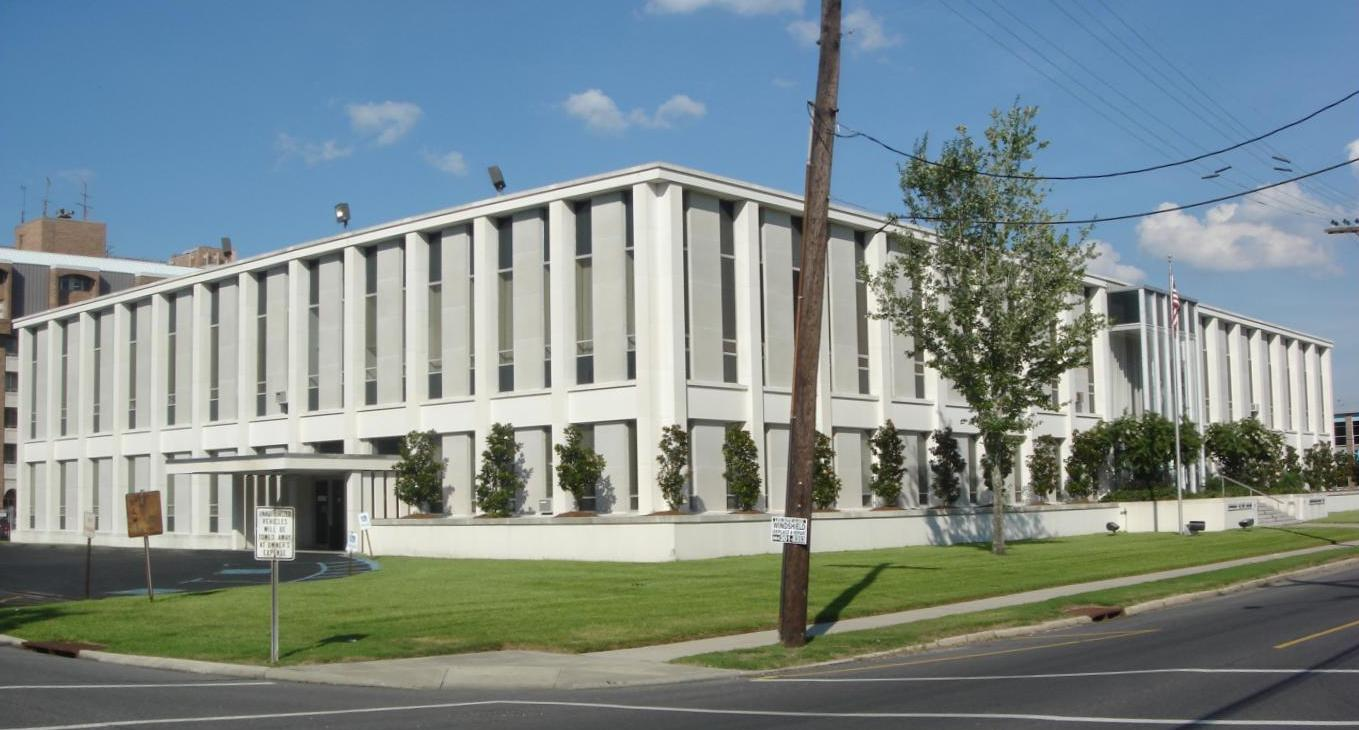
Il centro pastorale dell'arcidiocesi di New Orleans.

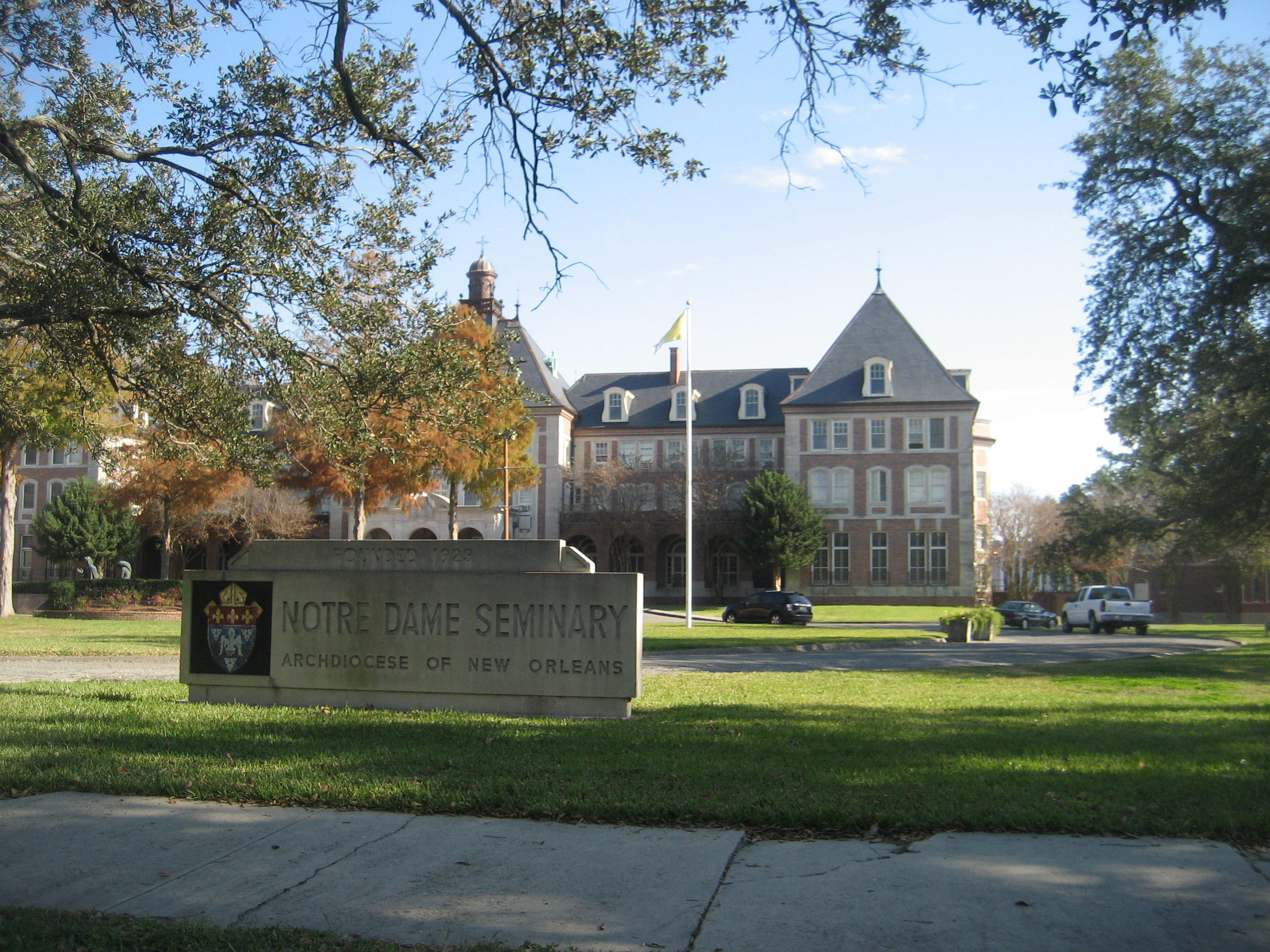
Il seminario Notre-Dame.

L'arcidiocesi di New Orleans (in latino Archidioecesis Novae Aureliae) è una sede metropolitana della Chiesa cattolica negli Stati Uniti d'America. Nel 2023 contava 514.847 battezzati su 1.287.117 abitanti. È retta dall'arcivescovo Gregory Michael Aymond.

## Territorio
L'arcidiocesi comprende 8 parrocchie civili della Louisiana, negli Stati Uniti d'America: Jefferson, Orleans, Plaquemines, St. Bernard, St. Charles, St. John the Baptist, St. Tammany e Washington.
Sede arcivescovile è la città di New Orleans, dove si trova la cattedrale e basilica minore di San Luigi re di Francia (Cathedral Basilica Saint Louis King of France). Sorgono nel territorio diocesano anche tre santuari nazionali: quelli di San Francesco Saverio Seelos e di Nostra Signora del Buon Soccorso a New Orleans e il santuario di Sant'Anna a Metairie.
Il territorio si estende su 10.899 km² ed è suddiviso in 111 parrocchie.

### Provincia ecclesiastica
La provincia ecclesiastica di New Orleans, istituita nel 1850, comprende le seguenti suffraganee:
- diocesi di Alexandria,
- diocesi di Baton Rouge,
- diocesi di Houma-Thibodaux,
- diocesi di Lafayette,
- diocesi di Lake Charles,
- diocesi di Shreveport.

## Storia
La diocesi della Louisiana e delle due Floride fu eretta il 25 aprile 1793 con il breve Cum eximius eques di papa Pio VI, ricavandone il territorio dalla diocesi di San Cristóbal de la Habana (oggi arcidiocesi), e fu resa suffraganea dell'arcidiocesi di Santo Domingo. La diocesi, in linea di principio, comprendeva un territorio vastissimo e si estendeva sui territori degli odierni stati di Louisiana, Mississippi, Alabama, Florida, Kansas, Arkansas, Missouri, Texas e gran parte dell'Illinois.
All'inizio dell'Ottocento, la diocesi visse un lungo periodo di sede vacante e contestualmente passò dalla giurisdizione spagnola a quella statunitense. Probabilmente in questo periodo la diocesi divenne immediatamente soggetta alla Santa Sede. Nel 1815 fu nominato un nuovo vescovo nella persona del missionario francese Louis-Guillaume-Valentin Dubourg, originario di Haiti, il quale pose la sua sede a Saint Louis nella Louisiana Superiore (oggi Missouri).
Tra gli anni Venti e Trenta dell'Ottocento, la diocesi, nota nelle fonti con il nome di "diocesi di New Orleans", cedette porzioni di territorio per l'erezione di nuove circoscrizioni ecclesiastiche: il 26 agosto 1825 a vantaggio dell'erezione del vicariato apostolico dell'Alabama e delle Floride (oggi arcidiocesi di Mobile); il 18 luglio 1826 a vantaggio dell'erezione della diocesi di Saint Louis (oggi arcidiocesi); il 28 luglio 1837 a vantaggio dell'erezione della diocesi di Jackson; e nel 1839 a vantaggio dell'erezione della prefettura apostolica del Texas (oggi arcidiocesi di Galveston-Houston).
Il 19 luglio 1850 con la bolla Ad supremum Apostolicae Sedis di papa Pio IX è stata elevata al rango di arcidiocesi metropolitana. La primitiva provincia ecclesiastica di New Orleans comprendeva la diocesi di Little Rock (Arkansas), le diocesi di Galveston (Texas) e di Mobile (Alabama), oggi entrambe arcidiocesi, e la diocesi di Natchez (Mississippi), oggi diocesi di Jackson.
In seguito ha ceduto a più riprese altre porzioni del suo territorio a vantaggio dell'erezione di nuove diocesi: la diocesi di Natchitoches (oggi diocesi di Alexandria) il 29 luglio 1853; la diocesi di Lafayette l'11 gennaio 1918; la diocesi di Baton Rouge il 22 luglio 1961; e la diocesi di Houma-Thibodaux il 2 marzo 1977.
L'arcidiocesi è stata coinvolta in un processo per molestie fisiche e sessuali su minori residenti nel Madonna Manor e nell'Hope Haven da parte di sacerdoti, religiosi e laici che lavoravano per l'arcidiocesi, iniziati diversi decenni prima; nell'ottobre del 2009 l'arcidiocesi ha accettato di chiudere il caso pagando oltre 5 milioni di dollari alle vittime.

## Cronotassi dei vescovi
Si omettono i periodi di sede vacante non superiori ai 2 anni o non storicamente accertati.
- Luis Ignatius Peñalver y Cárdenas † (12 settembre 1794 - 20 luglio 1801 nominato arcivescovo di Santiago di Guatemala)
- Francisco Porró y Reinado † (20 luglio 1801 - 17 gennaio 1803 nominato vescovo di Tarazona)
  - Sede vacante (1803-1815)
  - Louis-Guillaume-Valentin Dubourg, P.S.S. † (18 agosto 1812 - 18 settembre 1815 nominato vescovo) (amministratore apostolico)
- Louis-Guillaume-Valentin Dubourg, P.S.S. † (18 settembre 1815 - 1º febbraio 1825 dimesso)
  - Giuseppe Rosati, C.M. † (18 luglio 1826 - 4 agosto 1829) (amministratore apostolico)
- Leo Raymond De Neckère, C.M. † (4 agosto 1829 - 5 settembre 1833 deceduto)[8]
- Antoine Blanc † (19 giugno 1835 - 20 giugno 1860 deceduto)
- Jean Marie (John Mary) Odin, C.M. † (15 febbraio 1861 - 25 maggio 1870 deceduto)
- Napoleon Joseph Perché † (25 maggio 1870 succeduto - 27 dicembre 1883 deceduto)
- Francis Xavier Leray † (28 dicembre 1883 succeduto - 23 settembre 1887 deceduto)
- Francis August Anthony Joseph Janssens † (7 agosto 1888 - 9 giugno 1897 deceduto)
- Placide Louis Chapelle † (1º dicembre 1897 - 9 agosto 1905 deceduto)
- James Herbert Blenk, S.M. † (20 aprile 1906 - 20 aprile 1917 deceduto)
- John William Shaw † (25 gennaio 1918 - 2 novembre 1934 deceduto)
- Joseph Francis Rummel † (9 marzo 1935 - 8 novembre 1964 deceduto)
- John Patrick Cody † (8 novembre 1964 succeduto - 14 giugno 1965 nominato arcivescovo di Chicago)
- Philip Matthew Hannan  † (29 settembre 1965 - 6 dicembre 1988 ritirato)
- Francis Bible Schulte † (6 dicembre 1988 - 3 gennaio 2002 ritirato)
- Alfred Clifton Hughes (3 gennaio 2002 succeduto - 12 giugno 2009 ritirato)
- Gregory Michael Aymond, dal 12 giugno 2009

## Statistiche
L'arcidiocesi nel 2023 su una popolazione di 1.287.117 persone contava 514.847 battezzati, corrispondenti al 40,0% del totale.
| anno | popolazione | popolazione | popolazione | presbiteri | presbiteri | presbiteri | presbiteri                | diaconi | religiosi | religiosi | parrocchie |
| anno | battezzati  | totale      | %           | numero     | secolari   | regolari   | battezzati per presbitero | diaconi | uomini    | donne     | parrocchie |
| ---- | ----------- | ----------- | ----------- | ---------- | ---------- | ---------- | ------------------------- | ------- | --------- | --------- | ---------- |
| 1949 | 456.100     | 1.039.576   | 43,9        | 457        | 186        | 271        | 998                       |         | 367       | 1.658     | 159        |
| 1966 | 603.000     | 1.281.700   | 47,0        | 553        | 207        | 346        | 1.090                     |         | 521       | 2.057     | 154        |
| 1970 | 636.242     | 1.380.400   | 46,1        | 582        | 230        | 352        | 1.093                     |         | 602       | 1.706     | 153        |
| 1976 | 663.012     | 1.370.980   | 48,4        | 619        | 275        | 344        | 1.071                     | 19      | 575       | 1.217     | 165        |
| 1980 | 529.706     | 1.263.200   | 41,9        | 531        | 241        | 290        | 997                       | 40      | 539       | 1.258     | 134        |
| 1990 | 542.849     | 1.380.200   | 39,3        | 531        | 237        | 294        | 1.022                     | 150     | 515       | 1.084     | 146        |
| 1999 | 482.373     | 1.332.771   | 36,2        | 431        | 229        | 202        | 1.119                     | 186     | 129       | 831       | 146        |
| 2000 | 468.798     | 1.333.285   | 35,2        | 411        | 220        | 191        | 1.140                     | 196     | 341       | 866       | 146        |
| 2001 | 489.652     | 1.331.561   | 36,8        | 406        | 220        | 186        | 1.206                     | 193     | 333       | 824       | 146        |
| 2002 | 488.004     | 1.360.436   | 35,9        | 397        | 218        | 179        | 1.229                     | 211     | 320       | 800       | 142        |
| 2003 | 488.584     | 1.355.542   | 36,0        | 406        | 218        | 188        | 1.203                     | 203     | 316       | 765       | 142        |
| 2004 | 488.004     | 1.359.136   | 35,9        | ?          | 195        | ?          | ?                         | 190     | 331       | 739       | 142        |
| 2009 | 387.101     | 1.075.283   | 36,0        | 358        | 195        | 163        | 1.081                     | 192     | 237       | 458       | 108        |
| 2013 | 520.056     | 1.238.228   | 42,0        | 352        | 197        | 155        | 1.477                     | 211     | 240       | 424       | 107        |
| 2016 | 510.599     | 1.276.497   | 40,0        | 329        | 198        | 131        | 1.551                     | 221     | 198       | 404       | 110        |
| 2019 | 520.411     | 1.301.028   | 40,0        | 333        | 209        | 124        | 1.562                     | 236     | 183       | 362       | 111        |
| 2021 | 518.251     | 1.295.628   | 40,0        | 291        | 189        | 102        | 1.780                     | 212     | 160       | 365       | 111        |
| 2023 | 514.847     | 1.287.117   | 40,0        | 290        | 193        | 97         | 1.775                     | 221     | 157       | 298       | 112        |